# Copestylum horticole
Copestylum horticole är en tvåvingeart som först beskrevs av Hull 1943.  Copestylum horticole ingår i släktet Copestylum och familjen blomflugor. Inga underarter finns listade i Catalogue of Life.